# 荷姆茲六世
荷姆茲六世是一名萨珊王朝的諸侯，當霍斯劳二世於公元628年被政變推翻並處決後，薩珊王朝的內戰隨之而起，荷姆茲六世是當時王朝內眾多競逐王位的王位覬覦者之一，他於尼西比斯被軍隊擁立為王，荷姆茲六世在尼西比斯的統治維持了大約兩年左右，直至其被先前支持他的軍隊推翻。之後霍斯勞二世的孫子伊嗣俟三世在貴族們的支持下，最終登上王位成為薩珊王朝的唯一統治者。